# Balsa malana
Balsa malana är en fjärilsart som beskrevs av Fitch 1856. Balsa malana ingår i släktet Balsa och familjen nattflyn. Inga underarter finns listade i Catalogue of Life.